# Distretto di Duanzhou
Il distretto di Duanzhou (端州区S, DuānzhōuP) è un distretto della Cina, situato nella provincia del Guangdong e amministrato dalla prefettura di Zhaoqing.